# Діллон-Біч (Каліфорнія)
Діллон-Біч (англ. Dillon Beach) — переписна місцевість (CDP) в США, в окрузі Марін штату Каліфорнія. Населення — 246 осіб (2020).

## Географія
Діллон-Біч розташований за координатами 38°14′37″ пн. ш. 122°57′21″ зх. д. / 38.24361° пн. ш. 122.95583° зх. д. (38.243488, -122.955955).  За даними Бюро перепису населення США в 2010 році переписна місцевість мала площу 7,73 км², уся площа — суходіл.

## Демографія
Згідно з переписом 2010 року, у переписній місцевості мешкали 283 особи в 147 домогосподарствах у складі 87 родин. Густота населення становила 37 осіб/км².  Було 440 помешкань (57/км²).
Расовий склад населення:
| - 94,0 % — білих - 1,4 % — азіатів - 1,1 % — корінних американців |

До двох чи більше рас належало 3,5 %. Частка іспаномовних становила 3,2 % від усіх жителів.
За віковим діапазоном населення розподілялося таким чином: 9,9 % — особи молодші 18 років, 62,9 % — особи у віці 18—64 років, 27,2 % — особи у віці 65 років та старші. Медіана віку мешканця становила 57,4 року. На 100 осіб жіночої статі у переписній місцевості припадало 95,2 чоловіків;  на 100 жінок у віці від 18 років та старших — 94,7 чоловіків також старших 18 років.
Цивільне працевлаштоване населення становило 38 осіб. Основні галузі зайнятості: публічна адміністрація — 23,7 %, роздрібна торгівля — 21,1 %, науковці, спеціалісти, менеджери — 18,4 %, фінанси, страхування та нерухомість — 18,4 %.